# ساتن-این-د-آیل
ساتن-این-د-آیل (به انگلیسی: Sutton-in-the-Isle) یک روستا و محله مدنی در بریتانیا است که در کمبریج‌شر شرقی واقع شده‌است. ساتن-این-د-آیل ۳٬۹۵۲ نفر جمعیت دارد.